# Ruellia dissidens
Ruellia dissidens är en akantusväxtart som beskrevs av Raymond Benoist. Ruellia dissidens ingår i släktet Ruellia och familjen akantusväxter.

## Underarter
Arten delas in i följande underarter:
- R. d. angustifolia
- R. d. lanceolata
- R. d. sarmentosa
- R. d. subglabra